# Huis Tinnenburg
Het Huis Tinnenburg is een monumentaal pand in de Nederlandse stad Amersfoort. Het wordt ook wel Groot Tinnenburg genoemd, ter onderscheid van het pand aan de Muurhuizen 25 dat de (bij)naam Klein Tinnenburg kreeg. 'Tinne' is een ander woord voor kanteel.

## Achtergrond
Nadat Amersfoort in 1259 stadsrechten kreeg werd een stadsmuur opgetrokken, mogelijk werd Tinnenburg toen al als versterking in de muur opgenomen ter verdediging van de watertoevoer vanuit de Heiligenbergerbeek. Het huis wordt in 1414 voor het eerst vermeld. Tinnenburg vormde samen met het huis Rommelenburg, aan de andere zijde van de gracht, een waterpoort. Nadat in de 15e eeuw de tweede stadsmuur gereed kwam, werd de eerste gesloopt en werden de stenen gebruikt voor de bouw van muurhuizen. Door de bouw van de Monnikendam werd de waterpoort bij Tinnenburg overbodig en afgebroken. Rommelenburg werd in de eerste helft van de 19e eeuw gesloopt.

## Beschrijving
Het pand is opgetrokken op een rechthoekige plattegrond onder een met rode pannen gedekt zadeldak. Beide zijgevels worden bekroond door een trapgevel. De boogaanzet van de waterpoort aan de zijgevel werd toegevoegd of aangedikt bij een restauratie in de jaren veertig van de 20e eeuw.

### Fotogalerij

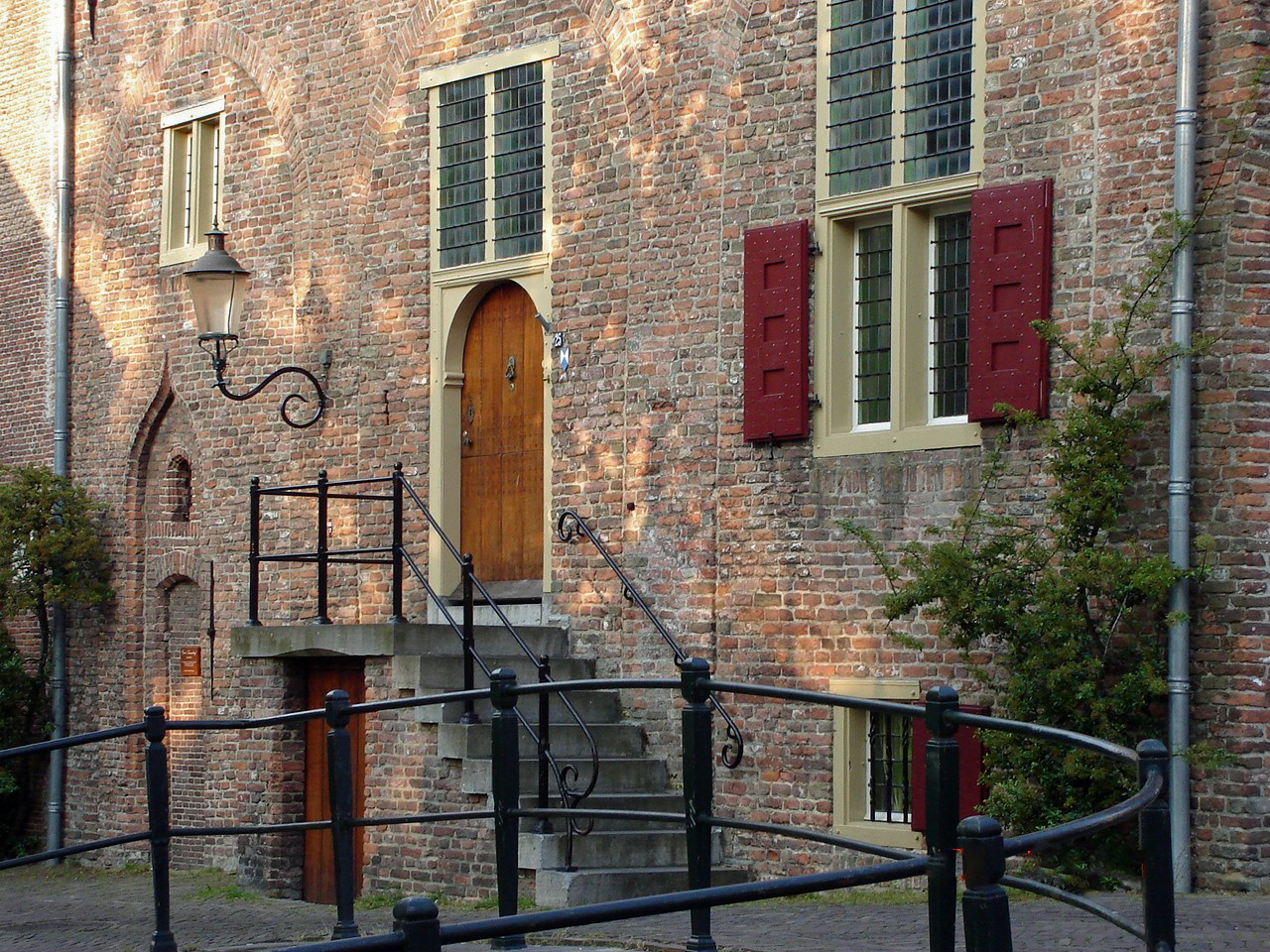
Detail van de voorgevel
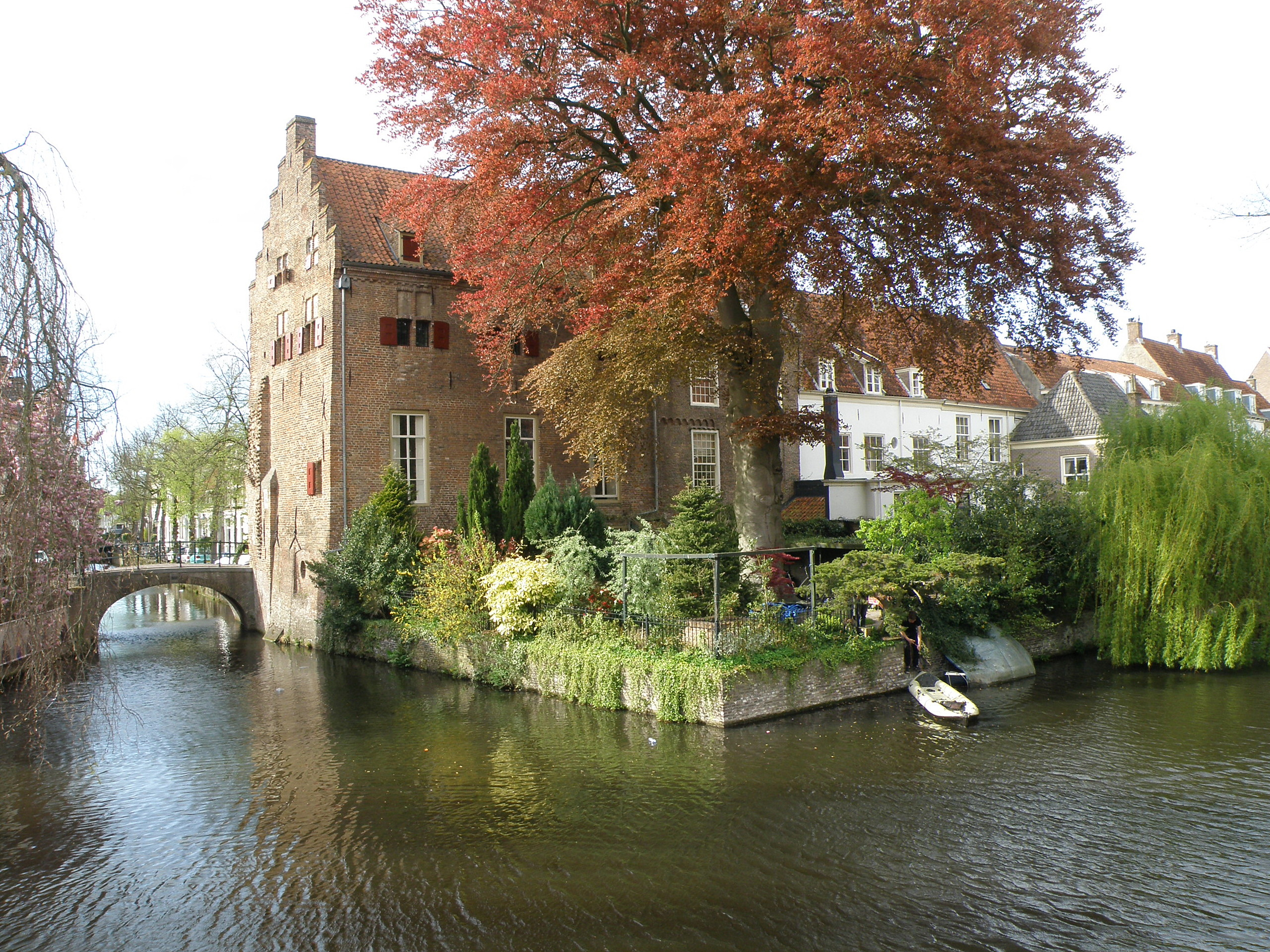
De samenkomst van Zuidsingel (rechts) en Kortegracht (links) aan de achterzijde.

## Waardering
Het pand werd in 1996 als rijksmonument opgenomen in het monumentenregister.